# María Martinón Torres
María Martinón Torres (Orense, 1974) es una médica y paleoantropóloga española. Es fundadora de la European Society for the Study of Human Evolution (2011), miembro correspondiente de la Real Academia de Medicina y Cirugía de Galicia desde 1999, y Directora del Centro Nacional de Investigación sobre la Evolución Humana (CENIEH).

## Trayectoria
Estudió Medicina y Cirugía en la Universidad de Santiago de Compostela, donde obtuvo el Premio Extraordinario de Licenciatura y se doctoró en la misma universidad con Premio Extraordinario en Medicina y Cirugía. Su tesis doctoral versó sobre el análisis de la dentición de los homínidos fósiles, codirigida por José María Bermúdez de Castro, codirector de los yacimientos de la sierra de Atapuerca, y Ángel Carracedo, director del Instituto de Medicina Legal de Santiago de Compostela.
Se especializó en Antropología forense por la Universidad Complutense de Madrid y en Evolución Humana por la Universidad de Brístol. En 1998 entró a formar parte del equipo de investigación de Atapuerca y entre 2007 y 2015 fue responsable de la investigación sobre Antropología Dental en Homínidos en el Centro Nacional de Investigación sobre la Evolución Humana (CENIEH). Desde 2015 es profesora en el Departamento de Antropología del University College de Londres. El 11 de diciembre de 2017 tomó posesión como directora del CENIEH. Imparte cursos magistrales en Cursos de Verano.

## Líneas de investigación
Sus investigaciones se centran en el estudio de la paleobiología de los homínidos, evolución del aparato dental con implicaciones taxonómicas y filogenéticas, escenarios evolutivos y paleopatología. Su trabajo se ha centrado en Atapuerca y Dmanisi (Georgia), además de colaborar en varios proyectos internacionales de investigación con Francia, China, Sudáfrica o Reino Unido. En Dmanisi hallaron los restos humanos más antiguos de fuera de África, de 1,8 millones de años, lo que podría probar que el origen de los primeros europeos es asiático en lugar de africano.

## Publicaciones
- Homo Imperfectus. ¿Por qué seguimos enfermando a pesar de la evolución?. Barcelona: Destino. 2022. ISBN 9788423361557.

## Premios y reconocimientos
- Premio de la Academia de Medicina y Cirugía de Galicia (2006).[12]
- Club Gallegos del Año (2019).[13]
- Medalla Rivers, Royal Anthropological Institute (2019).[14]
- Finalista al Premio Vanguardia de la Ciencia (2022).[15]